# Штерн Геннадій Ісаакович
Геннадій Ісаакович Штерн (нар. 23 червня 1949, Мурмаші) — військовий льотчик, Герой Російської Федерації, полковник авіації.

## Біографія
Його батько, також військовий льотчик, учасник Німецько-радянської війни, майор, за неперевіреними даними є племінником Г. М. Штерна. У 1970 закінчив Єйське вище військове авіаційне училище і в 1982 закінчив Ленінградську академію авіації. Пройшов службу у ВПС в авіаційних частинах, з'єднаннях та об'єднаннях Північно-Кавказького військового округу до кінця 1999 р. на посадах льотчика-інструктора, командира ланки, заступника командира та командира ескадрильї, заступника командира полку, заступника начальника Літно-методичного відділу училища, начальника Літно-методичної групи ВПС ПКВО, старшого льотчика-інспектора бойової підготовки та старшого інспектора-льотчика з безпеки польотів 4-ї Повітряної армії. Освоїв 31 тип та модифікації літаків, має наліт 4598 годин. Учасник бойових дій в Афганістані та Чечні. Після відставки оселився у Черкасах. Інвалід війни ІІ групи. Пише вірші, методичні посібники та книги.
Виступив проти російсько-української війни.

## Учні
Виховав кількох командувачів у повітряних силах України, серед них:
- Марченко Олексій Станіславович — генерал-майор, командувач західного напрямку повітряних сил України;
- Листопад Валентин Антонович — полковник, командувач східного напрямку повітряних сил України.

## Нагороди
Майстер спорту СРСР з літакового спорту, військовий льотчик-снайпер, заслужений військовий льотчик. Герой Російської Федерації, також нагороджений орденами, медалями та знаками.